# Tuzlića konak
Tuzlića konak, građevina u Tuzli. Dali su ju podići begovi Tuzlići.
U konaku Mahmud-bega Tuzlića 5. veljače 1831. Husein-kapetan Gradaščević proglašen je za vođu Pokreta za autonomiju.
Nekoliko godina poslije smrti oca Mahmud-paše (u. 1850.), sin Osman-beg vratio se iz zatočeništva 1864. u Tuzlu i obnovio očevu (Mahmud-begovu) kuću i poznati Tuzlića konak, koji se nalazio na lijevom uglu današnje Bankerove i ul. Matije Gupca, gledano od Jale.
Zgrada je danas zapuštena, jako ruševna i prijeti urušavanje. Na zaštitnoj ogradi oko konaka je Udruženje Zmaj od Bosne 17. kolovoza 2018. postavilo spomen-ploču u čast Husein kapetana, povodom 184 godine od smrti Husein kapetana Gradaščevića.